# Graviscae
Graviscae (Grauiscae) är en gammal etruskisk hamn, som sannolikt fått sitt namn genom sin sandiga strandbädd där graba tycks ha betytt småsten eller sand.
Graviscae tycks ha grundats på 600-talet f.Kr. av grekiska handelsmän, som satte upp en handelsplats och ett tempel för dyrkan av Hera,
Afrodite och Demeter i detta låglänta träsk- och marskland, kallat Maremma. 
Hamnen blev sedan Tarquiniis hamnstad.
Man producerade även vin, omnämnt av Plinius|. Här hade de förmögna tarquinerna sina handelshus och här lastade de om de varor som importerades eller exporterades. Ingen som hade råd bodde på denna osunda plats där malarian och andra sjukdomar härjade.
Graviscae förlorades till Rom 281 f.Kr. Romarna tycks dock inte ha kunnat kontrollera malarian, vilket Tarquinierna tycks ha gjort i någon mån.
Belägenhet: Lat.42.12 N; Long 11.43 E

## Fotnoter
1. ↑  http://www.culturalazio.it/binary/lazioCultura/parole/Inglese.1162462555.pdf